# Курт Ферсок
Курт Арнольд Йоганнес Ферсок (нім. Kurt Arnold Johannes Versock; 14 лютого 1895 — 17 березня 1963, Аахен) — німецький воєначальник, генерал гірсько-піхотних військ. Кавалер Лицарського хреста Залізного хреста.

## Біографія
Учасник Першої світової війни. Після демобілізації армії продовжив службу в рейхсвері.
Учасник Польської кампанії. В березні-жовтня 1940 року проходив офіцерські курси. З 1 листопада 1940 року - командир 31-го піхотного полку. Учасник боїв в Україні і битви за Севастополь. З 1 березня 1943 року — на Ленінградському фронті в складі 24-ї піхотної дивізії, в травні призначений командиром дивізії. 18 лютого 1944 року був важко поранений кулеметною кулею, але вже в червні повернувся в свій підрозділ. 3 вересня 1944 року переведений в 43-й армійський корпус, отримав наказ організувати берегову оборону Північної Курляндії. З 1 листопада 1944 до 20 квітня 1945 року - командир корпусу. 20 квітня переведений в резерв, 8 травня взятий у полон американськими військами. Після звільнення став головою товариства ветеранів 24-ї піхотної дивізії.

## Звання
- Фанен-юнкер (21 жовтня 1914)
- Лейтенант (25 червня 1915)
- Оберлейтенант (1 січня 1928)
- Гауптман (1 листопада 1928)
- Майор (квітень 1935)
- Оберстлейтенант (1 січня 1938)
- Оберст (1 листопада 1940)
- Генерал-майор (1 травня 1943)
- Генерал-лейтенант (1 листопада 1943)
- Генерал гірсько-піхотних військ (1 листопада 1944)

## Нагороди

### Перша світова війна
- Залізний хрест 2-го і 1-го класу
- Лицарський хрест 2-го класу ордена Альберта з мечами

### Міжвоєнний період
- Почесний хрест ветерана війни з мечами
- Медаль «За вислугу років у Вермахті» 4-го, 3-го, 2-го і 1-го класу (25 років)
- Медаль «У пам'ять 13 березня 1938 року»
- Медаль «У пам'ять 1 жовтня 1938»

### Друга світова війна
- Застібка до Залізного хреста
  - 2-го класу (21 жовтня 1939) — як оберст-лейтенант і командир 1-го батальйону 138-го гірсько-піхотного полку.
  - 1-го класу (26 червня 1941) — як оберст і командир 31-го піхотного полку.
- Лицарський хрест Залізного хреста (25 серпня 1942) — як оберст і командир 31-го піхотного полку.
- Медаль «За зимову кампанію на Сході 1941/42»
- Командор ордена Корони Румунії з мечами (15 лютого 1943)
- Нагрудний знак «За поранення» в чорному (9 червня 1943)
- Німецький хрест в золоті (20 червня 1944)